# Adelbert Schenk
Adelbert Schenk (geb. 29. Januar 1811 in Jena, gest. 19. Mai 1876 in Weimar) war einer der ersten Weimarer Fotografen.
Schenk war Sohn des  Porzellanmalers Friedrich Ulrich Schenk. Er ging in die Lehre des Porzellanmalers Heinrich Schmidt, wechselte nach München, wo er die Fotografie kennenlernte. Dieses bewirkte seinen damals ungewöhnlichen Wechsel von der Porzellanmalerei zur Fotografie. Schenk betrieb von 1851 bis 1872 in der Rittergasse 63 sein Fotoatelier, das erste, welches in Weimar überhaupt existierte. Er fotografierte auf Porzellan, wofür er wiederum bekannt wurde. Zunächst fertigte er Daguerreotypien, dem damals gebräuchlichen Verfahren. Er war auch einer der ersten, die auf Papier fotografierten. Dazu gab es anlässlich des 175-jährigen Bestehens der Fotografie im Stadtmuseum Weimar 2014 eine Sonderausstellung. Die Zahl der fotografischen Hinterlassenschaften Schenks sind laut Axel Stefek relativ klein, jedoch konnten mehr Aufnahmen aufgefunden werden als zu seinem Kollegen Sixtus Armin Thon. Schenks erste Weimarer Konkurrenten auf dem Gebiet der Fotografie waren Ludwig und Ignaz Frisch, die allerdings bereits, nachdem sie ihr Atelier 1860 eröffneten, bereits 1869 wieder schlossen. Schenk selbst betrieb die Fotografie wohl erst um 1860 hauptamtlich, während er bis dahin noch Porzellanmalerei trieb, die dann in den Hintergrund trat. Auf einer Platte, die Schenk anfertigte, war der Name eines weiteren Weimarer Fotopioniers genannt: Wilhelm Hartan.